# Relation entre Napoléon Ier et l'Église catholique

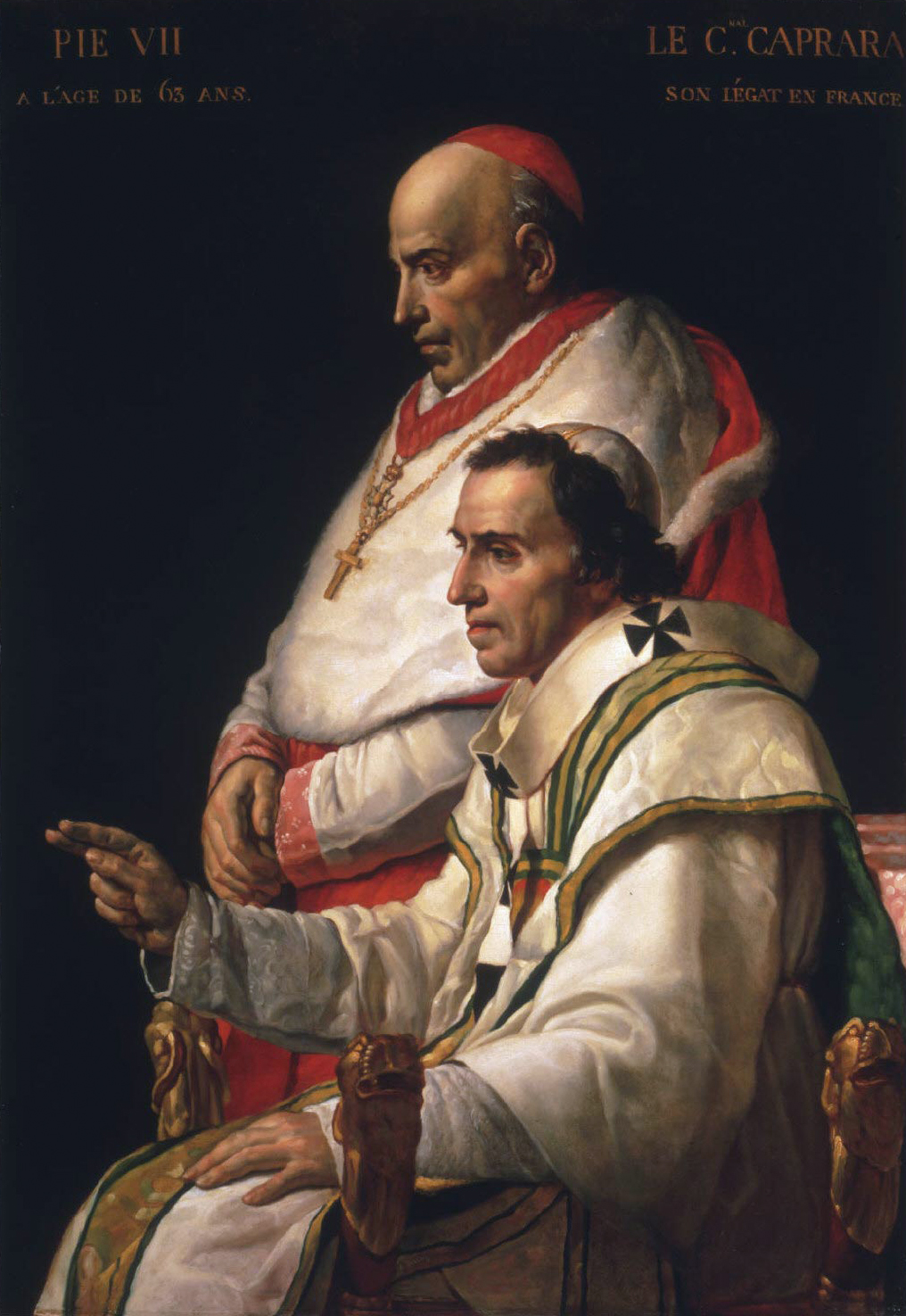
Pie VII avec le cardinal Caprara, légat pontifical en France. Étude pour Le Sacre de Napoléon, par David.

La relation entre Napoléon Ier et l'Église catholique est un aspect important de son règne. Il consolide son pouvoir par sa volonté de soumettre le religieux au pouvoir civil, en particulier par la mise en place d'un concordat, et trouve ainsi un compromis entre la société d'ordre d'Ancien Régime et la période antireligieuse révolutionnaire. Ses relations avec la papauté deviennent très mauvaises, en particulier à cause de sa politique de blocus avec la Grande-Bretagne et de son instrumentalisation de l'Église, ce qui contribue à sa chute.

## La campagne d'Italie: Napoléon face à Pie VI

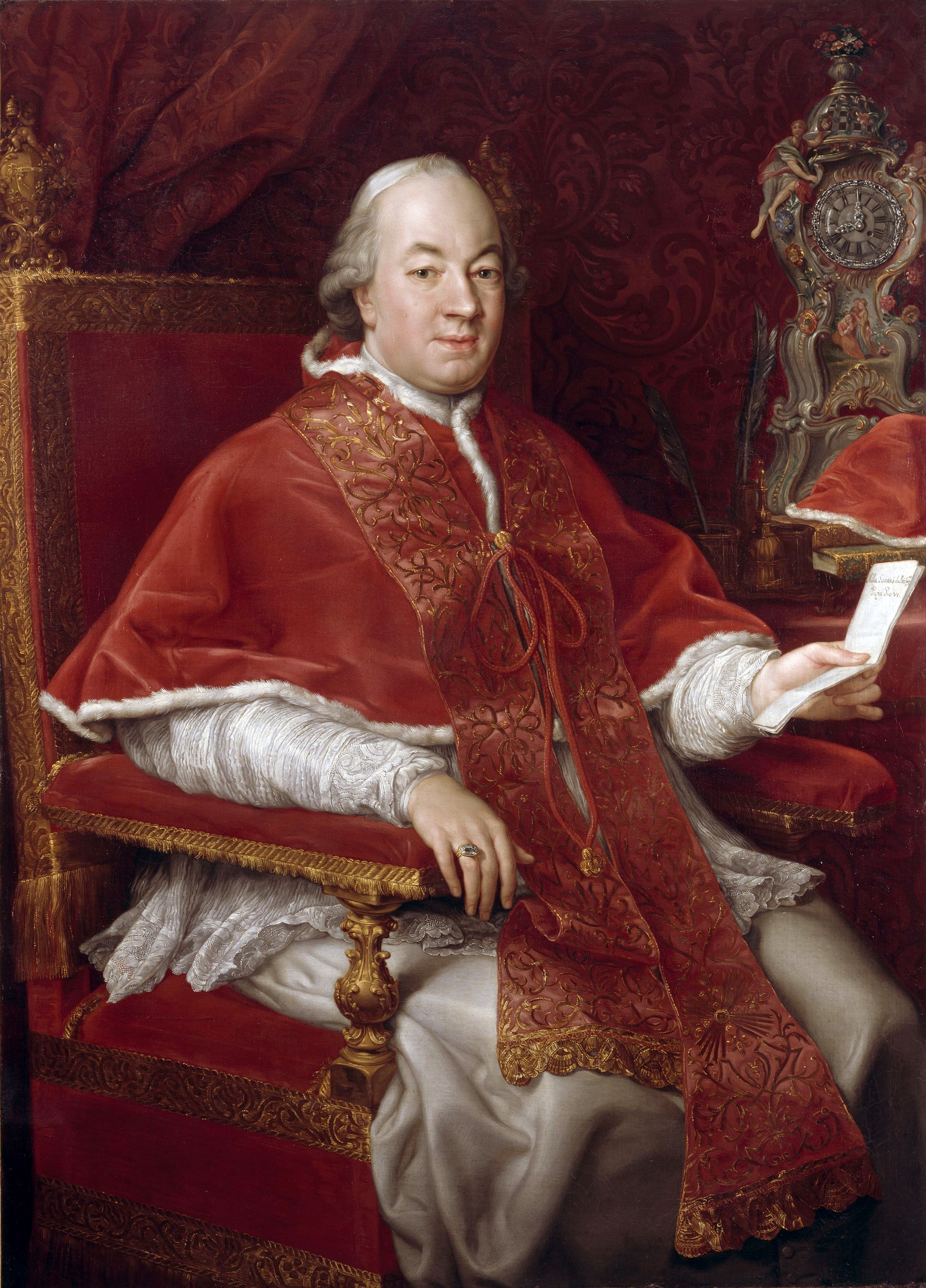
Le pape Pie VI par Pompeo Batoni, 1775

Napoléon Bonaparte est élevé dans la religion catholique par sa mère, très pieuse. Proche du frère de Robespierre puis des milieux anti-religieux du Directoire, il accepte de réprimer une émeute royaliste en tirant au canon sur le parvis d'une église, mais refuse d'intervenir contre les Chouans. Affecté comme général en Italie pour vaincre l'Autriche en 1796, il est conduit à combattre les troupes papales alliées aux Autrichiens et à occuper Ancône et Loreto, qui sont des terres des États du Pape.
Selon André Palluel-Guillard, « jusqu'à Sainte-Hélène, il fera profession sinon d'athéisme, du moins d'un solide matérialisme et de beaucoup d'indifférence vis-à-vis des grands mystères du monde et de la foi. »
Pie VI demande et obtient la paix au traité de Tolentino le 19 février 1797, mais des tensions révolutionnaires dans ses États le conduisent à condamner des révolutionnaires italiens et français. Des affrontements, le 28 décembre 1798, s'achèvent par la mort du populaire brigadier-général Mathurin-Léonard Duphot, révolutionnaire, membre du corps diplomatique de l'ambassade de Rome que dirige Joseph Bonaparte. En représailles, le général Berthier marche sur Rome, qu'il prend sans résistance le 10 février 1798. Il proclame une république romaine et exige du pape la fin de son pouvoir temporel.
Devant son refus, les Français l’arrêtent et le 20 février, l'escortent de Rome à Sienne, puis jusqu'à la Certosa, à côté de Florence. Il y reste jusqu'à ce que la France déclare la guerre à la Toscane, et est alors déplacé jusqu'à Parme, Plaisance, Turin et Grenoble; escorté par Pedro Gómez marquis du Labrador, il est enfermé dans la citadelle de Valence (Drôme) où il meurt six mois après son arrivée le 29 août 1799 ayant eu le plus long pontificat de l'histoire. Son corps est embaumé mais n'est pas enterré.
Napoléon, qui vient de prendre le pouvoir en France, veut le soutien des catholiques et le règlement de la question religieuse ; le clergé français est de fait détruit par la rupture entre Rome et le gouvernement. Napoléon théorise l'influence de la religion comme moyen de contrôler et d'influencer les Français.
Pendant le conclave, le 30 janvier 1800, Napoléon fait enterrer Pie VI en grande pompe, donnant un signe aux catholiques. Le conclave, fort long, débouche sur l'élection de Pie VII, connu comme un partisan du compromis avec la France post-révolutionnaire.

## La paix de Lunéville
La papauté avait aussi à se plaindre de la sécularisation de nombreuses terres d'Église dans le Saint-Empire romain germanique après la Paix de Lunéville (1801). En effet, un nombre de princes germaniques avaient perdu des terres compensées par ce traité grâce à la saisie de propriétés ecclésiastiques.

## Le Concordat de 1801
Cela permet la négociation du Concordat de 1801. Ce Concordat réorganise un lien entre Rome, le clergé français et l'État napoléonien. Ercole Consalvi, le secrétaire d'État du pape, en est le négociateur. La négociation redonne une place officielle à Rome et au catholicisme, mais par la présence des « articles organiques » que Consalvi n'accepte qu'après un long combat, il soumet de fait le clergé à l'État en particulier par le contrôle de la nomination de la hiérarchie épiscopale. Cela rappelle les tendances gallicanes depuis la Pragmatique sanction à Louis XIV. Il s'agit d'un accord, négocié avec le pape Pie VII et approuvé par lui (bulle Écclesia Christi, 15 août 1801). En échange de la renonciation définitive de l'Eglise catholique aux biens confisqués en 1789, "le gouvernement assurera un traitement convenable aux évêques et aux curés". Le clergé séculier est donc fonctionnarisé".
Pour André Palluel-Guillard,  « on n'en finira jamais d'évaluer l’intérêt de cette mesure : réanimation d'une Église moribonde en vue d'un ordre moral et politique conservateur marquant la fin de la Révolution affirment les uns, renonciation aux principes révolutionnaires devant une Église qui n'avait rien appris et rien oublié et qui ne manqua pas de saper le régime à la première occasion énoncent ceux qui sont anticléricaux, d'autres historiens encore, d'inspiration catholique à la lumière des évolutions postconciliaires de la fin du XXe siècle, en arrivent eux aussi à déplorer le Concordat qui, en emprisonnant l’Église dans la gangue du contrôle étatique et de la fonctionnarisation, a retardé sa modernisation et sa liberté. »

## Relations avec Pie VII et sacre impérial

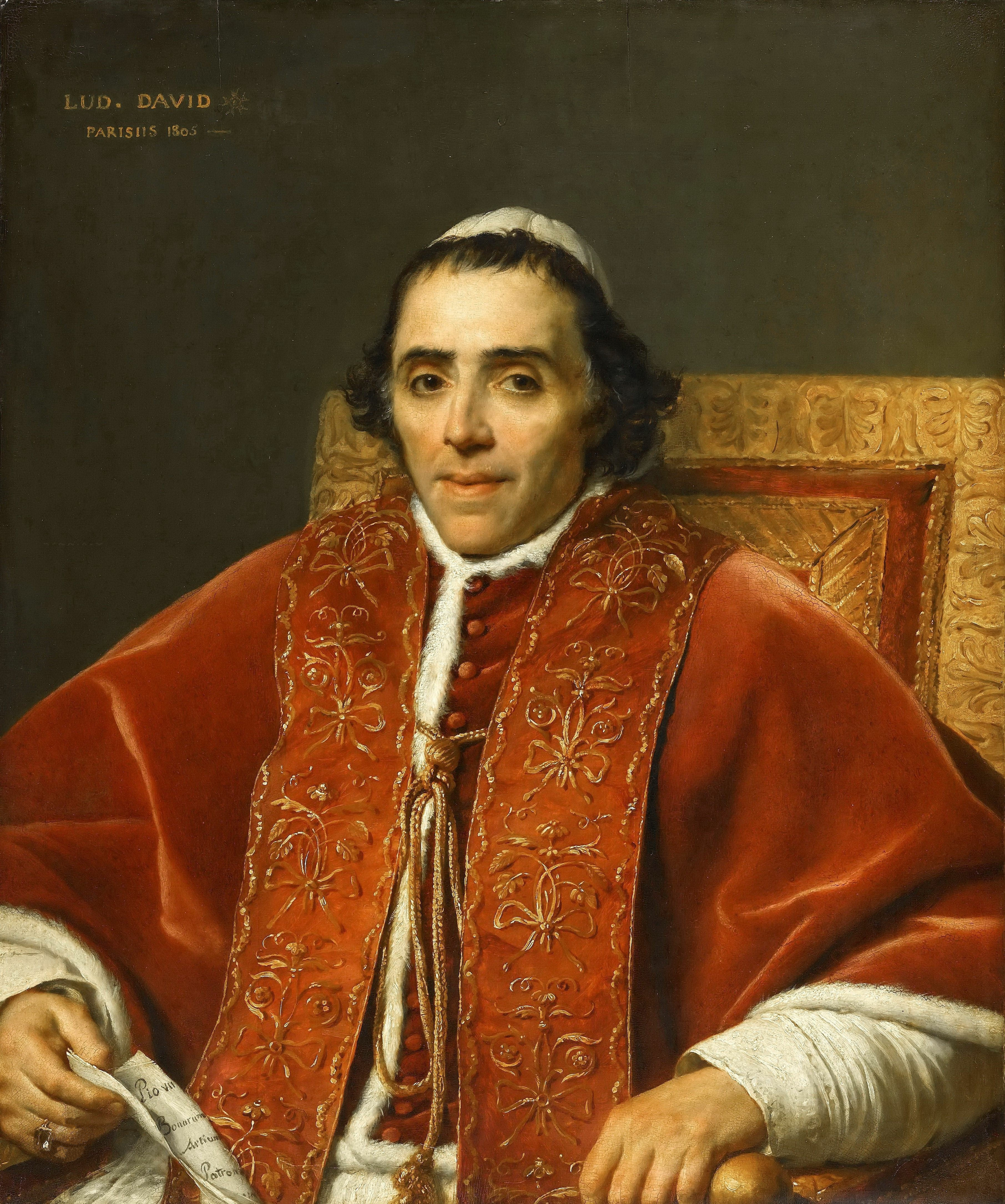
Portrait du Pape Pie VII par Jacques-Louis David, 1805

La modération de Pie VII est le résultat d'un rapport de force où Napoléon tente successivement la séduction et la menace parfois militaire (d'où la fameuse scène où après avoir tenté de plaire au pape, l'Empereur est traité de comediente par le pape, puis, après des menaces, de tragediente). Malgré l'avis de la curie, Pie VII se déplace pour le couronnement impérial à Paris en 1804.
Si l'Empire a été formellement fondé par un vote du Sénat, le 18 mai 1804, entériné par le plébiscite organisé pendant l'été, Napoléon se pose face à l'Europe en successeur de Charlemagne et souhaite être sacré à Paris par le pape, ce qui n'est plus arrivé à un souverain français depuis Louis le Pieux, en 816. Il tient cependant à ne pas lui accorder trop de place, sa présence devant seulement « donner du lustre » à la journée. Finalement, Napoléon décide de se couronner lui-même et d'achever la cérémonie par un serment civique ou civil.
Le pape refuse les dons promis par l'Empereur à l'Église. Napoléon finit par lui faire offrir une tiare (qui était couverte de pierres issues de la tiare de Pie VI que des militaires français avaient desserties) et un portrait du pape par David. Le peintre immortalise le moment où Joséphine est couronnée Impératrice par l'Empereur, qui vient de se placer lui-même la couronne sur la tête, ne voulant pas que ce soit le pape qui le couronne.
Outre la présence du pape, Napoléon et Joséphine sont ondoyés lors d'une messe, et l'Empereur prononce son serment une main posée sur l'Évangile, hors de la présence de Pie VII. Pie VII prononce quinze bénédictions. 
Selon l'historien Thierry Lentz, « la cérémonie de Notre-Dame n'avait satisfait personne. Les catholiques avaient peu apprécié le rôle humiliant de « grand témoin » dans lequel on avait confiné Pie VII. À l'inverse, les révolutionnaires anticléricaux pestèrent contre la présence du pontife à Paris. [...] Surtout, la légitimité de l'Empire n'avait rien eu à gagner d'une cérémonie aussi hybride et indéchiffrable dans toutes ses subtilités par le commun des citoyens ».

## Les efforts diplomatiques du cardinal Fesch n'empêchent pas la brouille
Napoléon choisit son oncle, le cardinal Joseph Fesch, pour remplacer le vieil ambassadeur à Rome François Cacault. Châteaubriand est son collaborateur, mais assez rapidement s'écarte de ses points de vue. C'est Fesch qui est chargé en 1804 par Napoléon de s'assurer de la présence du pape à son couronnement, ce qui est difficile, quelques mois après l'exécution du duc d'Enghien et les réticences de tous ordres de la curie et du pape. Cette réussite lui vaut des honneurs importants (le Grand Cordon de la Légion d'honneur), un siège au sénat et en 1806 le poste de coadjuteur et successeur de Charles-Théodore de Dalberg, prince-évêque de Ratisbonne. 
Toutefois, après 1806, les relations se tendent sur de nombreux sujets politiques et religieux. Malgré les efforts de Fesch pour les concilier, Napoléon est de plus en plus ferme dans ses exigences, et Pie VII de moins en moins enclin à composer lorsque les intérêts de l'Église ou sa discipline lui semblent menacés. L'Empereur est agacé par l'esprit conciliant de Fesch, qui fait le plus d'efforts possible pour concilier la soumission le spirituel et sa soumission au pouvoir civil. Il est finalement rappelé. 

## L'archevêque de Paris
Napoléon nomme Jean-Baptiste de Belloy évêque de la capitale. Malgré son âge élevé, il réorganise avec énergie son diocèse, le dotant d'un clergé capable et assurant lui-même les visites pastorales. Cela lui vaut la satisfaction de Napoléon qui plaide pour sa création comme cardinal, que Pie VII décide lors d'un consistoire qui se tient à Paris le premier février 1805. 

## Les États du pape
La non-application du blocus par les États du Pape dégrade rapidement les relations entre l'Église et Napoléon. Le 3 février 1808, la division du général Miollis occupe Rome, et le mois suivant, le royaume d'Italie — dont Napoléon est souverain — annexe les possessions pontificales d'Ancône, Macerata, Fermo, et Urbino. Les relations diplomatiques sont brisées. 
Le 17 mai 1809 Napoléon, depuis Schönbrun, donne deux décrets qui reprochent au pape le mauvais usage de la donation de Charlemagne, son « auguste prédécesseur », et annexe à l'Empire français les territoires que le pape détenait encore. Miollis les organise avec un conseil extraordinaire. Le  Pape reçoit un dédommagement de deux millions de francs annuels,. Le 10 juin, le drapeau pontifical qui flottait sur le château Saint-Ange est amené.

## Excommunication de Napoléon et emprisonnement de Pie VII
Le 10 juin 1809, le pape excommunie Napoléon par la bulle Quum memoranda : celle-ci ne nomme personne mais vise « tous les responsables des attentats commis à Rome et dans les États de l'Église contre les immunités ecclésiastiques et contre les droits même temporels de l'Église et du Saint-Siège »,. Le 12 juin, le général Étienne Radet arrivé à Rome avec 400 gendarmes à cheval. Dans la nuit du 6 au 7 juillet 1809, le pape est enlevé par les troupes napoléoniennes ; il demeure incertain si l'initiative est revenue à Radet ou à Miollis, Napoléon n'ayant jamais donné d'ordre formel en ce sens, même s'il poussait ses subordonnés à la violence,. Selon l'historienne Bernardine Melchior Bonnet, l'attaque du palais « fut préparée comme s'il s'agissait d'enlever une forteresse bardée de fer et défendue par cent pièces de canons. En réalité, les assaillants se trouvaient en face d'une grande bâtisse gardée par une poignée de suisses aux hallebardes désuètes, par quelques prêtres pacifiques aux ordres d'un vieux moine, armé d'un bréviaire et d'un crucifix ». Pie VII refuse alors de renoncer à sa souveraineté temporelle sur Rome et les États pontificaux, comme l'y invitent ses ravisseurs. Apprenant l'enlèvement, Napoléon écrit à Fouché : « Je suis fâché qu'on ait arrêté le Pape ; c'est une grande folie. Il fallait arrêter le cardinal Pacca et laisser le Pape tranquille à Rome. Mais enfin il n'y a point de remède, ce qui est fait est fait. Je ne sais pas ce qu'aura fait le prince Borghèse, mais mon intention est que le Pape n'entre pas en France. S'il est encore dans la rivière de Gênes le meilleur endroit où l'on pourrait le placer serait Savone ».
Pie VII est installé dans une citadelle à Savone, où il reste trois ans. Par de nombreux moyens, Napoléon cherche à faire pression sur lui pour obtenir sa renonciation au pouvoir temporel et un nouveau concordat[réf. nécessaire]. En mai 1812, Pie VII est transféré à Fontainebleau, où réside Napoléon alors que celui-ci part en guerre en Russie.

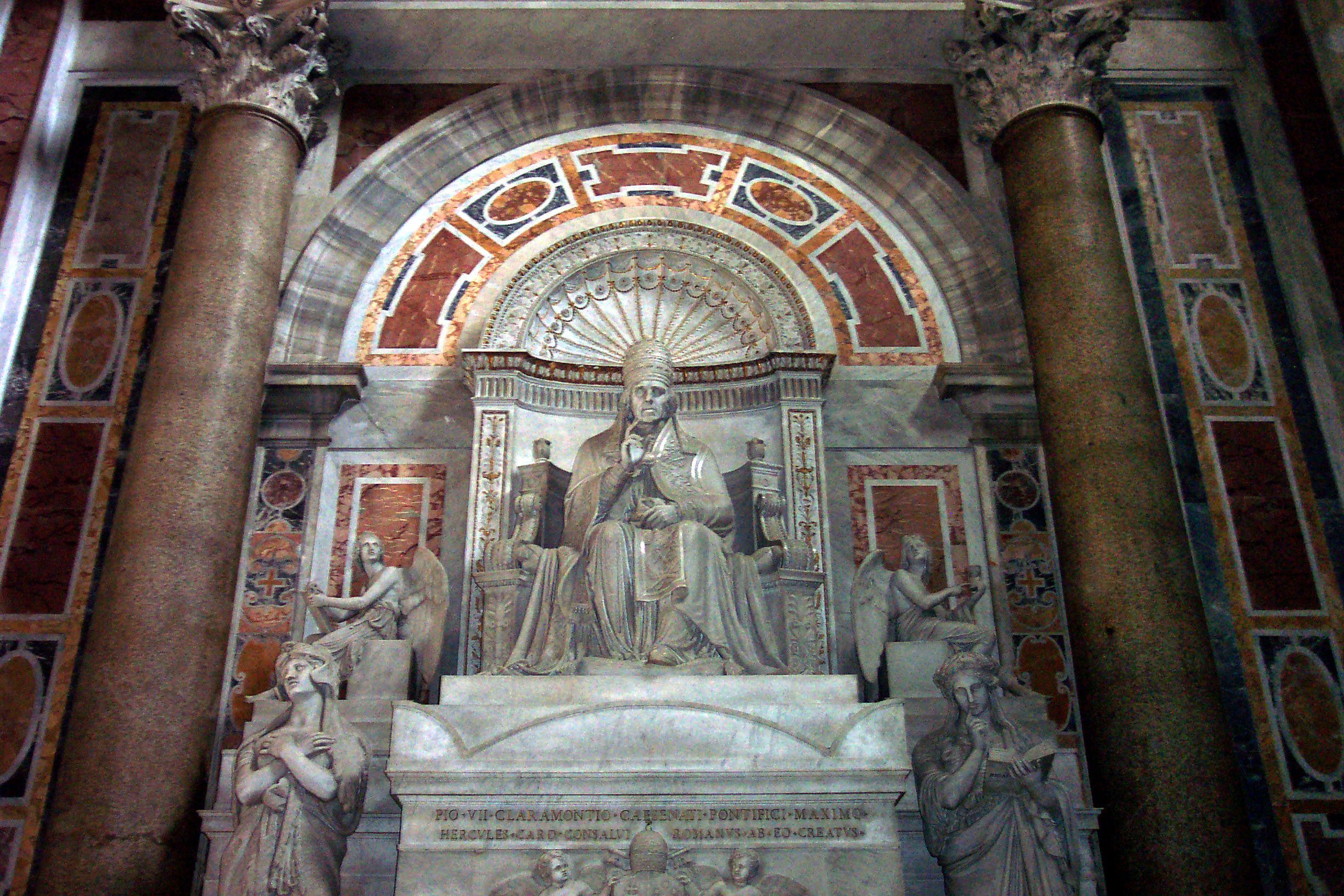
Le monument à Pie VII dans la basilique Saint-Pierre

Le pape mis en résidence surveillée six ans à Fontainebleau y signe le Concordat en 1813, ne retourne à Rome que le 24 mai 1814, après sa libération par des troupes de la Coalition au moment de la défaite de Napoléon.

## Congrès de Vienne
Au congrès de Vienne (1814–1815), les États pontificaux sont largement rétablis, tout comme la Compagnie de Jésus ; l'Index et l'Inquisition sont restaurés.
Pie VII intervient pour que Napoléon soit mieux traité à Sainte-Hélène. Il justifie ce vœux en disant qu'« il ne peut plus être un danger pour qui que ce soit. Nous ne voudrions pas qu'il devienne une cause de remords ».  Il offre le refuge à des membres de la famille Bonaparte, sa mère Laetitzia et ses frères Lucien et Louis, qui sont protégés par son oncle, le cardinal Fesch.